# Thinking Of You (BONNIE PINKの曲)
『Thinking Of You 』（シンキング・オブ・ユウ）は、BONNIE PINKの14枚目のシングル。2001年5月9日発売。発売元はイーストウエスト・ジャパン、販売元はワーナーミュージック・ジャパン。CDコードはAMCN-4528。

## 解説
- 『Thinking Of You』は前作から3ヶ月ぶりとなるシングル。
- シングル「Forget Me Not」のカップリング曲「The Last Thing I Can Do」以来の国内レコーディング。
- プロデュースも久々の日本人となった。（自身も共同プロデュース。）
- 限定盤として、10インチシングル盤も同時リリースされた（MQJN-14）。
- 音楽配信サイト｢レコチョク｣より2011年3月11日に発生した東日本大震災の被災者への支援金を募るチャリティー配信曲として同曲がエントリーされた。チャリティー配信期間は2011年3月23日(水)～4月30日(土)。

## 収録曲
1. Thinking Of You （4:48）
（作詞・作曲：BONNIE PINK） 
　テレビ朝日系「人気者でいこう!」エンディングテーマ
2. Bubble Gum  （3:35）
（作詞・作曲：BONNIE PINK）
3. That's what it's all about  （3:14）
（作詞・作曲：BONNIE PINK）

## 収録アルバム
- 『Just a Girl』（1.-Album Mixとして収録）
- 『Every Single Day -Complete BONNIE PINK（1995-2006）-』（1.）
- 『re*PINK BONNIE PINK REMIXES』（1.‐リミックスヴァージョンを収録）
- 『Dear Diary』初回限定特典CD「BONNIE PINK B-side collection(1996～2009)」に収録（2.,3.）
- 『LOVE-51～アイニコイ～』（1.-コンピレーション・アルバムに収録）
- オリジナル･アルバム未収録（2.,3.）

## アナログ盤
『Thinking Of You』（シンキング・オブ・ユウ）は、BONNIE PINKの限定シングル・レコード盤。2001年5月9日発売。発売元はイーストウエスト・ジャパン、販売元はワーナーミュージック・ジャパン。規格コードはMQJN-14。

## 解説
- 限定5000枚の10インチ・スペシャルカラーレコードとして、マキシシングル『Thinking Of You』と同時発売された。
- この10インチシングル盤にはオリジナルミックスの『Thinking Of You』の他にHAKASE(LITTLE TEMPO POSSE)、竹村延和によるリミックスヴァージョンを収録している。

## 収録曲

### A面
1. Thinking Of You (数珠リディム Mix) 
（作詞・作曲：BONNIE PINK、 リミックス：HAKASE）

### B面
1. Thinking Of You (Nobukazu Takemura Mix) 
（作詞・作曲：BONNIE PINK、 リミックス：竹村延和）
※この曲はBONNIE PINKの楽曲のなかで唯一、CD化されていない。
2. Thinking Of You (Original Mix) 
（作詞・作曲：BONNIE PINK） 
　テレビ朝日系「人気者でいこう!」エンディングテーマ

## 収録アルバム
- 『re*PINK BONNIE PINK REMIXES』（A-1.）
- 『Just a Girl』（B-2.-Album Mixとして収録）
- 『Every Single Day -Complete BONNIE PINK（1995-2006）-』（B-2.）
- 『LOVE-51～アイニコイ～』（B-2.-コンピレーション・アルバムに収録）
- アルバム未収録（B-1.）